# باشگاه فوتبال الوآ اتلتیک

باشگاه فوتبال الوآ اتلتیک (انگلیسی: Alloa Athletic F.C.) یک باشگاه فوتبال بریتانیایی است که در سال 1878 تأسیس شد و دفتر مرکزی آن در الوآ   قرار دارد و در لیگ فوتبال اسکاتلند، دسته دوم  بازی می‌کند